# Victor Weidtman (Mediziner)
Victor Weidtman (* 7. Oktober 1919 in Bremen; † 26. Januar 2014 in Frechen) war ein deutscher Arzt und Professor für das Fach „Medizinische Dokumentation und Statistik“ an der Universität zu Köln.

## Leben
Weidtman promovierte 1955 für das Fach Medizin und war zunächst als Medizinalassistent an der Kinderklinik der Universität zu Köln tätig. Nach seiner Anerkennung als Kinderarzt war er Oberkustos unter dem damaligen Direktor Carl-Gottlieb Bennholdt-Thomsen, später Akademischer Oberrat.
Im Dezember 1969 habilitierte sich Victor Weidtman mit Untersuchungen über Computermethoden in der Diagnostik der klinischen Pädiatrie. Er übernahm danach den Vorsitz im Arbeitskreis Dokumentation der Deutschen Gesellschaft für Kinderheilkunde (heute: Deutsche Gesellschaft für Kinder- und Jugendmedizin – DGKL) und leitete den 1977 gegründeten Arbeitskreis Kinderheilkunde in der Deutschen Gesellschaft für Medizinische Dokumentation und Statistik (heute: Deutsche Gesellschaft für Medizinische Informatik, Biometrie und Epidemiologie e.V. – GMDS).
Neben der klinischen Tätigkeit unter dem damaligen Direktor der Kinderklinik der Universität zu Köln, Erich Gladtke, widmete sich Weidtman zunehmend Fragen des Computereinsatzes in der Pharmakokinetik und der Diagnostik sowie der Anwendung biometrischer Methoden in der Medizin.
1973 wurde er zum Ordinarius an der Kölner Universität berufen und von 1974 bis zu seiner Emeritierung 1984 zum ersten Direktor des neugegründeten Instituts für Medizinische Dokumentation und Statistik der Universität zu Köln (jetzt: Institut für Medizinische Statistik, Epidemiologie und Informatik) ernannt.

## Wirken
1975 gab Weidtman die erste Auflage des Diagnoseschlüssels für die Pädiatrie heraus.
Er arbeitete an der Entwicklung eines einheitlichen Untersuchungsheftes für die Früherkennung von Krankheiten bei Kindern, das seit 1977 bundesweit verbindlich eingeführt wurde, dem so genannten gelben U-Heft (Kinder-Untersuchungsheft). Im gleichen Jahr wirkte er an der bundesweiten Erhebung zu Früherkennungsmaßnahmen im Kindesalter und der so genannten „Bremer Studie“ mit.
1989 und 1996 folgte die Herausgabe der Adaptation des Diagnoseschlüssels ICD-10 für die Pädiatrie.